# Tagmond

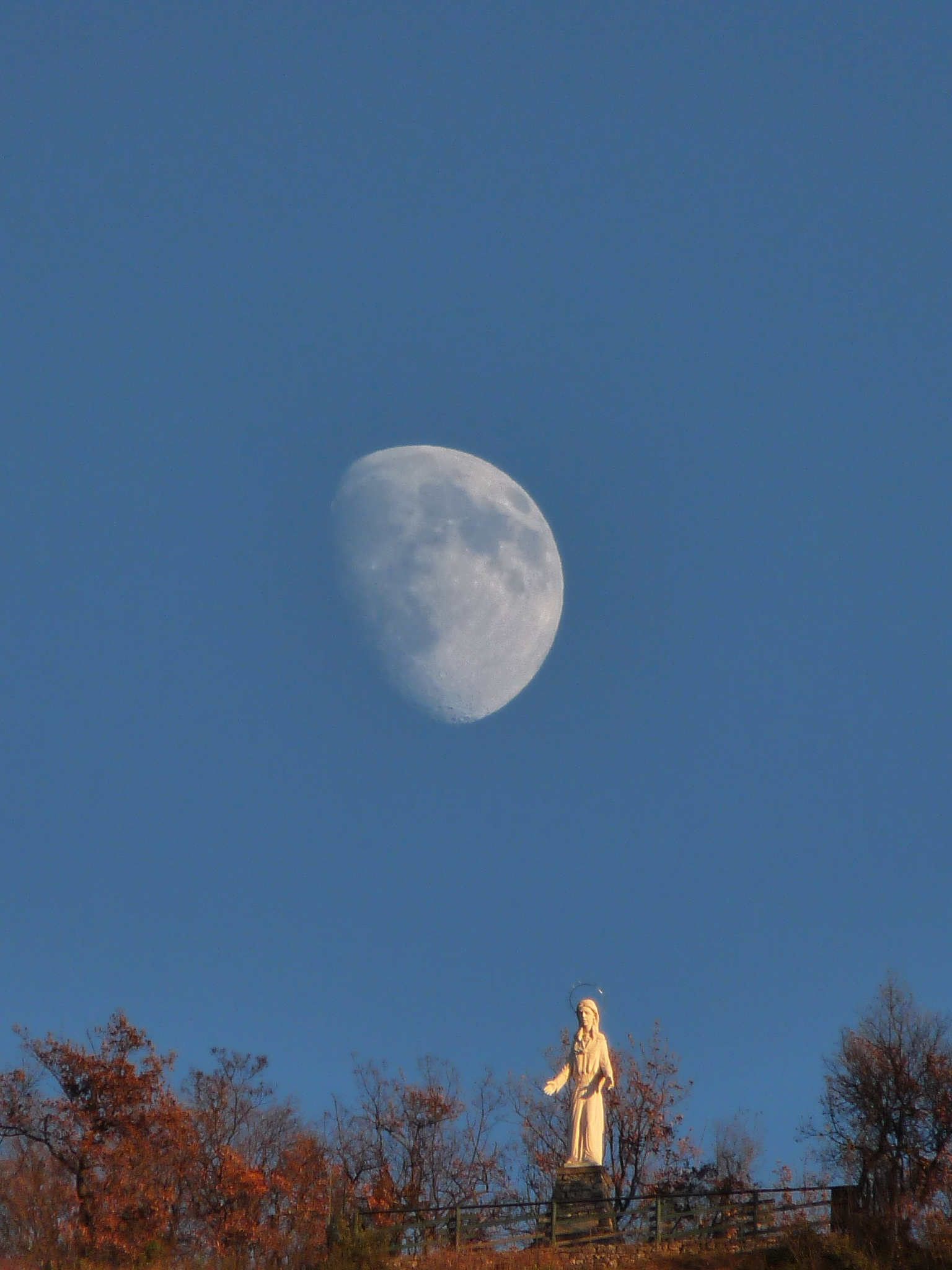
Aufsteigender, zunehmender Mond im 2. Viertel am Nachmittagshimmel, aufgenommen an der Ostseite des Gardasees, Blickrichtung ist Ost

Als Tagmond wird in verschiedenen, meist kulturellen Zusammenhängen der von der Erde aus am hellen Tag sichtbare Erdmond bezeichnet.

## Ursache
Der Mond ist am Taghimmel sichtbar, weil seine erdzugewandte Seite – wie auch nachts – die meiste Zeit zumindest teilweise von der Sonne angestrahlt wird. Dabei ist die Albedo (das Rückstrahlvermögen) der Mondoberfläche hoch genug, um soviel Sonnenlicht zur Erde zu reflektieren, dass er trotz des in der Erdatmosphäre gestreuten Sonnenlichtes von einem Beobachter auf der Erdoberfläche wahrgenommen werden kann. Ein weiterer Faktor ist der mit nur ca. 380.000 km im Vergleichsmaßstab des Sonnensystems sehr kleine Abstand des Mondes bei seinem mit rund 3.500 km relativ großen Durchmesser. Ob der Mond am hellen Tag sichtbar ist und wie deutlich oder in welcher Form, hängt, abgesehen vom Grad der Bewölkung, ab von der
- Grundhelligkeit des Tages,
- von der jeweiligen Mondphase, das heißt von der Position des Mondes auf seiner Bahn um die Erde
- vom Standort, von dem aus gesehen sich der Mond oberhalb des Horizontes befinden muss.

## Mondphasen

Diagramm mit Darstellung der Mondauf- und -untergangszeiten und des Wechsels der Mondphasen sowie der Sonnenauf- und -untergangszeiten für Berlin im März 2018. Die Bereiche, in denen sich die blaue Fläche und die gelben Flächen überschneiden, kennzeichnen Zeiträume, in denen der Mond tagsüber sichtbar war, sofern die erdzugewandte Seite ausreichend beleuchtet wurde (vgl. rote gepunktete Kurve und Mondphasensymbole). Man beachte, dass in diesem Monat zwei Vollmonde stattfanden, ein Ereignis, das im englischen Sprachraum als „Blue Moon“ bezeichnet wird.

Als Grundregeln bezüglich der Mondphasen können für Mitteleuropa (und die meisten anderen Regionen der Erde) gelten, dass der Vollmond am Tag nur in den Morgen- und Abendstunden gesehen werden kann, wobei er dann im Osten relativ kurz vor Sonnenuntergang aufgeht und/oder im Westen relativ kurz nach Sonnenaufgang untergeht. Halbmondphasen hingegen können sehr oft auch am Vormittag (abnehmender Mond) oder Nachmittag (zunehmender Mond) beobachtet werden. Zum Neumond befindet sich der Mond zwar fast den ganzen hellen Tag über am Himmel, ist aber, weil während dieser Phase seines Umlaufes nur seine erdabgewandte Seite von der Sonne beleuchtet ist und weil er relativ nah an der Sonne steht, faktisch unsichtbar. Die sehr schmalen und deshalb leuchtschwachen Sicheln des „frischen“ zunehmenden (siehe auch Hilal) oder des „alten“ abnehmenden Mondes sind nur relativ kurz nach Sonnenuntergang im Westen bzw. relativ kurz vor Sonnenaufgang im Osten zu beobachten.

## Bedeutung

### Religion
In der Religion Babyloniens und Assyriens soll das gleichzeitige Erscheinen von Mond und Sonne am Firmament positive Wirkungen gehabt haben.

### Sonstige
Im Türkischen ist der Name Günay ein weiblicher und männlicher Vorname sowie ein Familienname mit der Bedeutung „Tagmond“.

## Belletristik und Lyrik
- TagMond, Album des kroatischstämmigen Rappers Haze aus dem Jahr 2021.
- Unter dem Tagmond (englischer Originaltitel The Bone People), ein neuseeländischer Roman von Keri Hulme aus dem Jahr 1984.
- Tagmond über Sizilien von Urs Oberlin, eine Reiseerzählung aus dem Jahr 1950.[4]
- Stimme vom Tagmond (Original: Голос денного Місяця) von Ihor Pawljuk aus dem Jahr 1994.
- Tagmond, Lyrik eines Lebens von Karl Seemann aus dem Jahr 2000.[5]
- TAGMOND. königinnenblau von Ina Strelow aus dem Jahr 2004[6]
- Tagmond, Gedichte von Hans Zinniker aus dem Jahr 1967.[7]